# Субмодальність
Субмодальність (англ. submodality) — визначні властивості, якості або характеристики кожної з модальностей, які забезпечують її унікальну, суб'єктивну значимість та можуть відображати настрій людини. Наприклад ми чуємо голос людини, використовуючи аудіальний канал сприйняття. Проте тембр голосу, висота, темп і ритмічність є описом цього звуку; його характеристики і називаються субмодальностями.

## Історія
1917 року Курт Левін заявив, що внутрішнє сприйняття, яке він назвав візуальним уявленням, може змінити космічний простір за допомогою простих емоцій. Курт служив у війську і брав участь в боях Першої світової. Він писав про ландшафт, який на горизонті здається пласким і нескінченно далеким. Але якщо рухаєшся, згодом «опиняєшся посеред нього». Таким чином, сприйняття простору змінюється з часом, хоча сам ландшафт залишається незмінним.
Людина, розуміючи такі особливості сприйняття, може заздалегідь впевнити себе, що горизонт значно ближче, аніж здається очам, міняючи поняття «недосяжно далеко» на «навколо». Таке сприйняття допоможе людині сконцентрувати сили і, за бажання, швидше досягти лінії горизонту.

## Приклад субмодальності
Для кращого розуміння можна взяти приклад опису ковдри за допомогою субмодальностей:
- м'яка,
- пухнаста,
- картата,
- кольорова,
- тепла,
- приємна,
- яскрава,
- груба,
- тонка,
- червоних чи помаранчевих кольорів тощо.

Кожна людина зможе описати ковдру за допомогою власних субмодальностей. Тих, котрі для неї найважливіші.
Таким чином, субмодальності — це характеристики, з яких складається уявлення про об'єкт.
| Категорія досвіду      | Опис                                                   | Субмодальності                                 |
| Я почуваюсь погано     | сильний тиск в очах, стискається шлунок, лихоманка     | Кінестетичні: сильний тиск, спазм, температура |
| Я дивлюсь на руки      | щось грубувате, червоне на вигляд, потирають одна одну | Візуальні: щільність, колір, рух               |
| Я чую музику           | ніжна і швидка, в основному високі ноти                | Аудіальні: інтенсивність, патерн, висота тону  |
| Я вдихаю аромат квітки | пахне сильно, запашна                                  | Нюхові: концентрація, аромат                   |

## Використання
Вміння користуватися субмодальностями дає надзвичайно широкий спектр можливостей.
За допомогою зміни субмодальностей можна змінювати величину сприйняття проблеми. Таким чином людина може самостійно чи за допомогою психолога переосмислювати свої переживання. Деяким за допомогою субмодальностей вдається позбуватися головних болів, знімати температуру, відпочивати, швидше одужувати, повертати впевненість тощо.
Зміна субмодальних характеристик допомагає зменшити візуалізацію проблеми до крапки на папері, після чого «стерти» її гумкою і забути про її існування. Подібні переносні розуміння не вирішують проблеми, але є потужним інструментом для поліпшень.
Негативний вплив субмодальності можна описати за допомогою виразу «Це для мене як зашморг з каменем на шиї». Такими словами людина описує проблему за допомогою субмодальних характеристик. За допомогою технік зміни субмодальності можна «зняти зашморг» і «позбутись каменю».